# Stazione di Seapoint
La Seapoint railway station  (in gaelico " Stáisiún Rinn na Mara") è una stazione ferroviaria situata a Seapoint, paese a Sud di Dublino, capitale dell'Irlanda. Consta di due binari operanti e fu aperta il 1º luglio 1863.
È una della stazioni facente parte della DART, la "metropolitana" in superficie di Dublino e, nello specifico, della linea denominata Trans-Dublin.

## Servizi
- Servizi igienici
- Taxi
- Capolinea autolinee
- Biglietteria a sportello
- Biglietteria self-service
- Distribuzione automatica cibi e bevande